# Rotspitze (Rofan)
Die Rotspitze ist mit einer Höhe von 2067 Metern der südliche Endpunkt der Dalfazer Wände, einer zusammenhängenden Bergkette im Rofan, einer Untergruppe der Brandenberger Alpen im österreichischen Bundesland Tirol. Der Berg wirkt durch seine zahnartige Form und den nach Süden, Osten und Westen steil abfallenden Felswänden aus buntem Oberrät-Kalkstein im Gebiet des südlichen Achensees dominant. Durch seine leichte Erreichbarkeit von der Erfurter Hütte aus und den in seinen festen Felswänden guten Klettermöglichkeiten ist die Spitze ein bei Kletterern beliebtes Ziel. 

## Umgebung
Die Rotspitze erhebt sich im südwestlichen Bereich des Rofans und bildet den Endpunkt des ausgeprägten, nord-südlich verlaufenden Kamms der Dalfazer Wände. Benachbarter Berg ist im Kammverlauf, getrennt durch eine markante Scharte, die Gelbe Wand (auch Dalfazer Roßkopf genannt) mit 2163 Metern Höhe. Nächstgelegener Ort ist im Süden Maurach am Achensee in etwa 2 Kilometer Luftlinie.

## Geologie
Siehe Artikel Dalfazer Wände.

## Touristische Erschließung
Da das Gebiet durch seinen fruchtbaren Boden schon früh besiedelt wurde und die Berge leicht zu besteigen sind, gibt es keine Überlieferungen zu Erstbesteigungen. Ein dichtes Wanderwegnetz führt durch das Rofangebirge und die Rotspitze ist leicht von der Erfurter Hütte, auf 1831 Metern nördlich oberhalb von Maurach, aus zu erreichen. Der Normalweg (leichtester Anstieg) führt zunächst als leichter Wanderweg in nordwestlicher Richtung zum Anfang der Langen Gasse, einem langgestreckten nord-südlich verlaufenden Hochtal, dann westlich hinauf zur Scharte zwischen Gelber Wand und Rotspitze, teilweise im Schwierigkeitsgrad UIAA I, dann südlich über den Kamm zum Gipfelkreuz der Rotspitze. 

## Klettern
Geklettert wird an den Rotspitzwänden seit 1913. Im Alleingang zwängte sich Herbert Eichhorn durch den Südwandkamin im heutigen Schwierigkeitsgrad UIAA IV+. 1917 durchstiegen die Brüder J. und K. Hagspül die Südwand auf dem heute sogenannten Alten Weg (UIAA IV+). Einen neuen Weg (UIAA VI-) über die Südostkante, heute Rebitschweg genannt, eröffnete Matthias Rebitsch 1931. Zahlreiche weitere Routen kamen seit dem Ende der 1950er Jahre hinzu, die bislang letzten beiden Neueröffnungen in der Ausrichtung Sportkletterei mit durchgehender Bohrhaken-Sicherung gab es 2002 mit der Route Lichterkette eine Seillänge (UIAA VIII) an der Südwand und Schattendasein (UIAA VIII+) mit drei Seillängen an der Nordwand.